# Sebastião Mascarenhas
Sebastião Mascarenhas, S.F.X. (Camurlim, 29 de julho de 1959) é um prelado goês da Igreja Católica, bispo da Diocese de Baroda.

## Biografia
Ele completou seus estudos de filosofia no St. Charles Seminary em Nagpur e seus estudos de teologia no All India Mission Seminary em Pilar, Goa.
Foi ordenado sacerdote em 6 de maio de 1984 pela Sociedade dos Missionários de São Francisco Xavier, também conhecida como Sociedade do Pilar.
Foi pároco adjunto em Nossa Senhora de Velankani, Vapi e diretor da Escola Mãe da Esperança, Vapi, Gujarat (1984-1988); pároco assistente de Nossa Senhora da Piedade, Silvassa e diretor da Escola Secundária Fr. Agnel High School, Silvassa (1988-1990); capelão em Shelti, Nagar Haveli (1990-1992); estudou para a licenciatura em Missiologia na Philosophisch-Theologische Hochschule Sankt Augustin, Alemanha (1992-1994); capelão em Dudhni, Nagar Haveli e diretor da St. Xavier's School, professor visitante, Mission Seminary, Pilar de Goa (1994-1996); fez doutorado em Teologia Sistemática na Universidade de Freiburg, Alemanha (1996-2000); professor e depois reitor do Pilar Theological College, Goa (2000-2009); superior provincial em Mumbai (2009-2012); superior da missão de Damão (2013-2017) e, finalmente, em 10 de agosto de 2017, tornou-se Superior-geral da Sociedade Missionária de São Francisco Xavier em Goa, Índia.
Em 31 de dezembro de 2022, o Papa Francisco o nomeou como bispo da Baroda. Foi consagrado em 18 de fevereiro de 2023, em Baroda, pelo cardeal Oswald Gracias, arcebispo de Bombaim, coadjuvado por Thomas Ignatius Macwan, arcebispo de Gandinagar e pelo cardeal Filipe Neri do Rosário Ferrão, patriarca das Índias Orientais e arcebispo de Goa e Damão.